# Idaea praetextaria
Idaea praetextaria är en fjärilsart som beskrevs av Achille Guenée 1858. Idaea praetextaria ingår i släktet Idaea och familjen mätare. Inga underarter finns listade i Catalogue of Life.